# Corriente Comunista Internacional
La Corriente Comunista Internacional es una organización comunista internacionalista centralizada con secciones en todo el mundo. Se sitúa en las posiciones de la izquierda comunista.

## Historia
La Corriente Comunista Internacional (CCI) la fundó Révolution Internationale de Francia, World Revolution del Reino Unido, Internationalism de EE. UU., Rivoluzione Internazionale, de Italia, Grupo Internacionalismo de Venezuela, Acción Proletaria de España en 1975. La mayoría de estos grupos nacieron a raíz del crecimiento de la política revolucionaria con el resurgir a nivel internacional de las revueltas de la clase trabajadora a finales de los 60.
La CCI traza sus orígenes políticos en las fracciones de izquierda que se separaron de la Internacional Comunista particularmente las fracciones de izquierda de alemana, holandesa e italiana.
Su antecedente político directo era la Gauche Communiste (Izquierda Comunista) de Francia, que se separó de los Bordiguistas a mediados de los 40. Este grupo se disolvió en 1952 cuando la ola revolucionaria anticipada no consiguió materializarse. No obstante, el grupo Internacionalismo, fundado en 1964 en Venezuela, tuvo una gran influencia de la experiencia y las posiciones de la Gauche Communiste, puesto que quienes formaron este grupo tuvieron a Marc Chirik (Marck Laverne), un exmiembro de la Gauche Communiste de Francia como su mentor.
Marc se había desplazado a Venezuela en 1952 pensando que en Europa podría estallar otra vez una guerra de carácter mundial, Marchó junto con su compañera Clara, y fundó en Venezuela el Grupo Internacionalismo quien en su momento desarrolló una fuerte denuncia política a las teorías guerrilleras que surguieron en América Latina que se fortalecieron con la victoria de Castro y Guevara en Cuba.
Ahora (finales de 2007), la CCI tiene secciones en Francia, Gran Bretaña, México, Bélgica, Países Bajos, Alemania, España, Venezuela, Suecia, India, Italia, EE. UU., Suiza, Brasil y ha publicado en diversos idiomas tales como ruso, portugués, filipino, persa, turco, bengalí, japonés y coreano.
De 1977 y a 1984, la CCI participó activamente en las Conferencias internacionales organizadas por el “Partido Comunista Internacionalista - Batalla Comunista”, en el curso de las cuales surgieron de divergencias, referentes a la concepción de partido y el Estado y a los criterios de análisis de la crisis capitalismo. En 1983, la constitución del Buró Internacional por Revolucionario (BIPR), por parte del Partido Comunista Internazionalista-Batalla Comunista de Italia y de la Communist Workers' Organization (CWO) de Gran Bretaña como resultado de estas conferencias, no impidió que las polémicas entre la CCI y el BIPR manteniendo relaciones con estas organizaciones.
Algunos escisiones de la CCI dieron vida a nuevas formaciones, entre éstas, Grupo Comunista Internacional (GCI), la Fracción externa de la CCI (FECCI). En 2001 se constituye la Fracción Interna de CCI (FICCI), que denuncia una supuesta política liquidadora de la nueva dirección de la Corriente que a su decir se negaba al debate político, multiplicándose medidas disciplinarias contra quien expresara posiciones divergentes.
La FCCI, después de desertar (según la CCI) es excluida de la Corriente en 2002 acusada de delación y robo (también a decir de la CCI), en el curso del XV° Congreso Internacional de la CCI.

## Publicaciones
El Órgano internacional del CCI es la "Revista Internacional", publicado en francés, inglés, español, y en menor medida en italiano y alemán. Desde los orígenes, esta Revista publicó a numerosos testimonios de la Izquierda Comunista Internacional, haciéndolos salir generalmente de ámbitos muy reducidos. La CCI por otro lado condujo importantes investigaciones históricas, en particular sobre la Izquierda Comunista Italiana y germano holandesa.
En los diferentes países donde se encuentra la CCI y tiene los suficientes medios, publica entre otros los siguiente periódicos regionales:
Acción proletaria
Publicación bimestral de España,
Communist Internationalist
En hindí, India,
Internacionalismo
Publicación Semestral de Venezuela, 
Internationalism Publicación en Estados Unidos,
Internationalisme
En Bélgica,
Internationell Revolution
En Suecia,
Révolution Internationale
Publicación mensual en Francia,
Revolución Mundial
Publicación bimestral en México,
Rivoluzione Internazionale
En Italia,
Weltrevolution
En Alemania y Suiza,
Wereld Revolutie
En Holanda,
World Revolution
En Gran Bretaña.

## Ideología
En la concepción teórica del CCI, tiene un papel fundamental el concepto de decadencia del capitalismo, sobre la base de que este modo de producción ha perdido sus características progresistas, y la institución Estatal ha crecido exorbitantemente absorbiendo hasta organizaciones obreras como los sindicatos, que ahora son un medio de la conservación del capitalismo.
Para la decadencia del capitalismo, se concreta irreversiblemente con la Primera Guerra Mundial, dando lugar al final de los años Ochenta con la caída del bloque del Este, a la fase de descomposición, última fase de la historia del capitalismo.
Como en la tradición clásica de la Izquierda Comunista, la democracia, el estalinismo y el fascismo se ven como diversas caras de la dictadura de la burguesía. Incluso los partidos socialdemócratas comunistas o ex comunistas, comprendidos las formaciones de la extrema izquierda de inspiración maoísta, trotskista y aun de algunas de carácter anarquista son definidas como fracciones de la burguesía también reaccionarias.
Reapropiándose del punto de vista de Rosa Luxemburgo, la CCI considera que las guerras de liberación nacional no son ya viables para un progreso de la humanidad, y si son un obstáculos para los trabajadores en su lucha por el comunismo de igual manera considera que el parlamentarismo es una forma de lucha que nunca perteneció a la clase obrera y que desde principios del siglo XX ha sido igualmente un obstáculo para el desarrollo de su conciencia y su lucha por un orden social sin explotación
La CCI definió a los regímenes de la antigua URSS y sus satélites del Este de Europa, así como a China, Cuba, Norcorea, Vietnam, etc. como regímenes autoritarios de un capitalismo de Estado.
A diferencia de otras utilizaciones del concepto “Capitalismo de Estado” la CCI lo utiliza para definir una tendencia histórica universal del capitalismo donde el Estado asume un papel regulador y cohesionador de la sociedad capitalista, de esta manera para la CCI existen en el Capitalismo de Estado formaciones más sutiles pero no menos salvajes de organización capitalista, como Estados Unidos, Francia, etc.
La CCI desaprueba la lucha guerrillera como método para generar un cambio revolucionario, pero contra lo que pudiera pensarse no es pacifista, considera que el cambio social al comunismo será irremediablemente violento a través de una revolución dirigida por la clase trabajadora. Para ella la cuestión de la violencia es vital que no sea desarrollada por una minoría, sino que debe ser llevada a cabo de manera masiva y consciente por la clase proletaria.
La CCI denuncia en consecuencia a todo tipo de guerrillerismo, tanto el de viejo estilo de los años sesenta y setenta como de los de la era de “mundialización” EZLN, ETA, la Intifada, y otros
Al contrario de la Izquierda comunista de origen italiano, la CCI defiende que el Partido Comunista no instaurara su dictadura en nombre de la clase obrera, sino que debe contribuir a la unidad de tal batalla y a la generalización de la conciencia de clase, en dirección a la conquista revolucionaria del poder por parte de los Consejos obreros. Pero a diferencia de los “comunistas de consejos” que oponen los consejos obreros al partido, la CCI los sitúa en un nivel de complemento y no de exclusión.

## Actividad
Corriente Comunista Internacional estudia y clarifica los objetivos y métodos de la lucha proletaria, su historia y sus condiciones inmediatas así como la intervención organizada, unida y centralizada a escala internacional, con el fin de contribuir al proceso que conduce a la acción revolucionaria del proletariado y el reagrupamiento de los revolucionarios con el objetivo de constituir el partido comunista, que es indispensable para que la clase obrera pueda conseguir el derrocamiento del capitalismo y la creación de una sociedad comunista como su principal objetivo.

## Documentos
- Plataforma de la CCI
- Posiciones básicas
- Historia,30 años de la CCI
- Nación o clase
- España 1936, Franco y la república masacran a los trabajdores

- Datos: Q2404988